# Bardellone Bonacossi
Pour les autres membres de la famille, voir Bonacossi.
Bardellone Bonacossi ou Bonacolsi (né en ? - mort en 1300 à Ferrare) était un membre de la famille des Bonacossi. Il fut seigneur de la ville de Mantoue en Italie de 1291 à 1299.

## Biographie
Fils de Pinamonte Bonacossi qui dirigeait Mantoue depuis 1276, il quitta la faction des gibelins au profit des guelfes, s'empara du palais, emprisonna son père et força à l'exil son frère Tomo que son père avait désigné comme successeur. Il se fit proclamer capitaine général perpétuel par le peuple en janvier 1291.
Il eut pour épouse Anastasia, fille de Corsagnone da Riva, avec qui il eut deux filles, Cecilia et Delia, qui devinrent nonnes franciscaines.
Il fut renversé le 2 juillet 1299 par son neveu Guido dit Botticella.

## Sources
Cet article comprend des extraits du Dictionnaire Bouillet. Il est possible de supprimer cette indication, si le texte reflète le savoir actuel sur ce thème, si les sources sont citées, s'il satisfait aux exigences linguistiques actuelles et s'il ne contient pas de propos qui vont à l'encontre des règles de neutralité de Wikipédia.